# 마테설커구

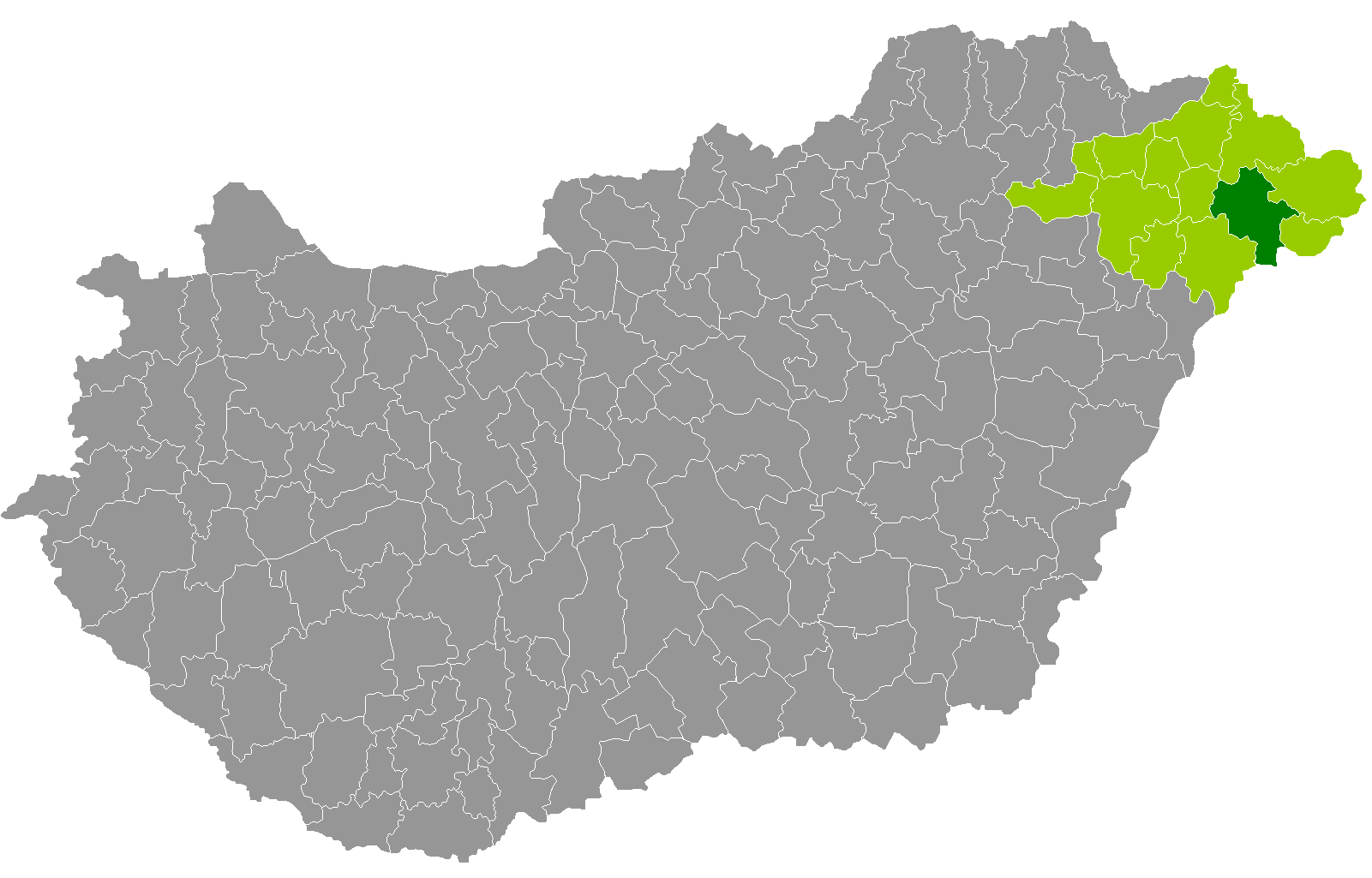
서볼치서트마르베레그주 지도에 표시된 마테설커구의 위치

마테설커구(헝가리어: Mátészalkai járás)는 헝가리 서볼치서트마르베레그주에 위치한 구로 구청 소재지는 마테설커이며 면적은 624.70km2, 인구는 64,015명(2011년 기준), 인구 밀도는 102명/km2이다.
서쪽으로는 니르바토르구, 벅털로란트하저구, 북쪽으로는 바샤로슈너메니구, 동쪽으로는 페헤르저르머트구, 첸게르구와 접하며 남쪽으로는 루마니아와 국경을 접한다. 26개 지방 자치체(3개 시, 23개 마을)를 관할한다.

구 문장